# WASP-8
WASP-8 – żółty karzeł typu widmowego G znajdujący się w gwiazdozbiorze Rzeźbiarza, 283 lat świetlnych od Ziemi. Gwiazda jest bardzo podobna do Słońca pod względem masy (1,033 masy Słońca) i promienia (0,953 promienia Słońca). Temperatura powierzchni wynosi 5600 K.

## System planetarny
W roku 2008 odkryto krążącą wokół WASP-8 planetę WASP-8 b. Odkrycia dokonano metodą tranzytu w ramach projektu SuperWASP.